# عبد الله بن محمد الفاخري
الشيخ عبد الله بن محمد بن عبد الله الفاخري هو أحد المهتمين بتاريخ وأنساب الأسر في الجزيرة العربية وخصوصاً في منطقة نجد.

## نسبه
عبد الله بن محمد بن عبدا لله بن محمد بن عمر بن محمد بن حسن بن محمد بن فاخر بن حسن بن سليمان بن عيسى بن علي بن عثمان بن عبد الله بن مشرف بن عمر بن معضاد بن ريس بن زاخر بن محمد بن علوي بن وهيب التميمي.
وعن نسبه باختصار، فهو من آل مشرف من المعاضيد من آل ريس من فخذ آل زاخر الذين هم بطن من الوهبة من بني حنظلة من بني تميم.
و اما والدته فهي شاهه بنت إبراهيم بن لعبون من آل مدلج من الحسنة من المنابهة من بني وهب من عنزة.

## نشأته
ولد الشيخ عبد الله في مدينة حرمة في نجد وعاش يتيماً بعد وفاة والده ووالدته / شاهه بنت إبراهيم بن لعبون وهو صغير. عاش في كنف إخوته وتلقى تعليمه على عدد من المشايخ في حرمة والمجمعة.

## إسهاماته
للشيخ عبد الله اسهامات بارزة في المحافظة على تاريخ المملكة العربية السعودية واقليم نجد خصوصاً، ومن أبرز إسهامته:
- قام بمساعدة الدكتور عبد الله الشبل في إعداد كتاب الأخبار النجدية المستند على مخطوطات الشيخ محمد بن عمر الفاخري.
- قام بإهداء مكتبته الخاصة إلى دارة عبد العزيز آل سعود ومن محتوياتها 57 مخطوطاً من مخطوطات جده/ الشيخ محمد بن عمر الفاخري ومنها:
  - منتهى الإرادات في جمع المقنع مع التنقيح وزيادات.
  - رسالة في علم التجويد.
  - مختصر حياة الحيوان للدميري.
- مساعدة الباحثين والمهتمين بتاريخ المملكة العربية السعودية.
- قام بعمل تسجيلات صوتية تحتوي على روايات شفوية ومعلومات تاريخية عن تاريخ المملكة واهدائها لدارة عبد العزيز آل سعود.
- تم تكريمه في معرض تراث المملكة العربية السعودية المخطوط لإسهاماته في هذا المجال.

## وفاته
تُوفي يوم الأربعاء الثاني عشر من ذي القعدة من عام 1434هـ بعد مسيرة حافلة بالبذل والعطاء.